# Christusfigur (Diebach)

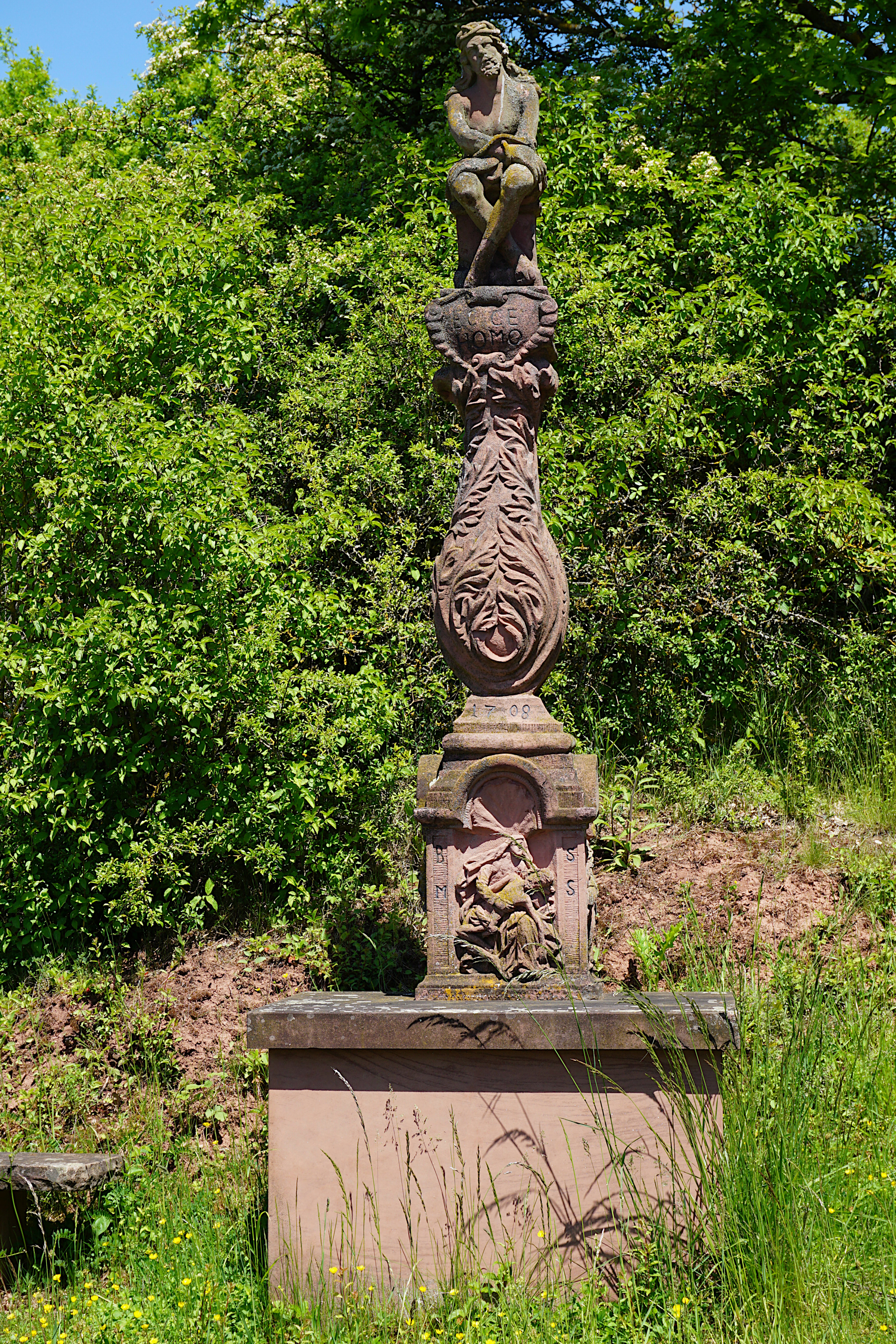
Christusfigur in Diebach, am Reesbergweg.

Die Christusfigur Diebach befindet sich in Diebach, einem Gemeindeteil der Kleinstadt Hammelburg im unterfränkischen Landkreis Bad Kissingen am Reesbergweg.
Die Figur gehört zu den Baudenkmälern von Hammelburg und ist unter der Nummer D-6-72-127-100 in der Bayerischen Denkmalliste registriert.

## Beschreibung
Die 280 cm hohe Figur vom Typ Christus in der Rast besteht aus rotem Sandstein und entstand im Jahr 1708. Früher befand sich die Figur vor dem Schulgarten an der Straße nach Hammelburg. Nach der Renovierung kam sie an den heutigen Standort an die Abzweigung zur Sturmiuskapelle in Richtung Resbergflur.
Zu den Füßen der Statue befinden sich eine Inschriftenblende mit der Inschrift „Ecce Homo“, eine balusterförmige Säule (Umfang: 105 cm) mit Akanthus-Ornament, ein vierkantiger Säulenfuß mit einer Pietà-Darstellung, eine rückwärtige leere Nische, Seitennischen mit Heiligendarstellungen (jeweils 71 cm hoch). Seitlich der Pietà steht am Rand: „B M/ S S“, darunter: „1708“. Der Säulenfuß hat die Abmessungen 62 cm × 44 cm × 40 cm, der Sockel 69 cm × 107 cm × 107 cm.